# HMS Dorsetshire (1757)
Pour les autres navires du même nom, voir HMS Dorsetshire.
Le  HMS Dorsetshire est un vaisseau de ligne de troisième rang de 70 canons, construit pour la Royal Navy par les chantiers de Chatham selon les normes de 1745 (en) et lancé le 13 décembre 1757. Le 29 avril 1758 (en), il participe à la capture du Raisonnable, un vaisseau français de 64 canons, dans le Golfe de Gascogne. Il prend part à la bataille des Cardinaux le 20 novembre 1759 sous le commandement de Peter Denis. Le navire demeure en service jusqu'en 1775, date à laquelle il est démoli.

## Histoire
De 1760 à 1763, il est sous les ordres de John Campbell en Méditerranée.
Le 29 avril 1758 (en), fort de ses 520 hommes sous les ordres du capitaine Peter Denis, il capture, avec le HMS Achilles (en) du capitaine Barrington, le Raisonnable, un vaisseau de ligne français de 64 canons et 630 hommes sous les ordres du prince de Montbazon. Le Dorsetshire déplore alors 15 tués et 21 blessés.